# Ралі (Міссісіпі)
Ралі (англ. Raleigh) — місто (англ. town) в США, в окрузі Сміт штату Міссісіпі. Населення — 1094 особи (2020).

## Географія
Ралі розташоване за координатами 32°2′5″ пн. ш. 89°31′33″ зх. д. / 32.03472° пн. ш. 89.52583° зх. д. (32.034723, -89.525730).  За даними Бюро перепису населення США в 2010 році місто мало площу 13,23 км², з яких 13,20 км² — суходіл та 0,03 км² — водойми.

## Демографія
Згідно з переписом 2010 року, у місті мешкали 1462 особи в 521 домогосподарстві у складі 372 родин. Густота населення становила 110 осіб/км².  Було 584 помешкання (44/км²).
Расовий склад населення:
| - 68,4 % — білих - 30,8 % — чорних або афроамериканців - 0,4 % — корінних американців |

До двох чи більше рас належало 0,3 %. Частка іспаномовних становила 0,7 % від усіх жителів.
За віковим діапазоном населення розподілялося таким чином: 26,8 % — особи молодші 18 років, 53,7 % — особи у віці 18—64 років, 19,5 % — особи у віці 65 років та старші. Медіана віку мешканця становила 40,0 року. На 100 осіб жіночої статі у місті припадало 75,5 чоловіків;  на 100 жінок у віці від 18 років та старших — 72,9 чоловіків також старших 18 років.
Середній дохід на одне домашнє господарство  становив 47 215 доларів США (медіана — 34 444), а середній дохід на одну сім'ю — 53 999 доларів (медіана — 39 844). За межею бідності перебувало 28,4 % осіб, у тому числі 43,3 % дітей у віці до 18 років та 18,4 % осіб у віці 65 років та старших.
Цивільне працевлаштоване населення становило 533 особи. Основні галузі зайнятості: освіта, охорона здоров'я та соціальна допомога — 28,9 %, виробництво — 18,0 %, будівництво — 12,0 %, транспорт — 7,1 %.